# ويليام روكفلر سينيور
ويليام روكفلر سينيور (بالإنجليزية: William Rockefeller, Sr.)‏ هو رائد أعمال أمريكي، ولد في 13 نوفمبر 1810 في غرانغر في الولايات المتحدة، وتوفي في 11 مايو 1906 في فري بورت في الولايات المتحدة.